# Sabia falcata
Sabia falcata är en tvåhjärtbladig växtart som beskrevs av Chen. Sabia falcata ingår i släktet Sabia och familjen Sabiaceae. Inga underarter finns listade.